# Roman Codreanu
Roman Codreanu, född den 17 november 1952 i Vața de Jos i länet Hunedoara, död 26 maj 2001 i Arad, var en rumänsk brottare som tog OS-brons i supertungviktsbrottning i den grekisk-romerska klassen 1976 i Montréal. 